# Lasius neglectus
Lasius neglectus es una especie de hormiga del género Lasius, tribu, Lasiini, orden Hymenoptera. Fue descrita por Van Loon et al. en 1990.

## Distribución
Se distribuye por islas Canarias, Georgia, Irán, Israel, Kirguistán, Turquía, Uzbekistán, Andorra, Bélgica, Bulgaria, Francia, Alemania, Grecia, Hungría, Italia, Países Bajos, Polonia, Rumania, Rusia, España, Suiza y Reino Unido.

## Hábitat
Habita sobre la madera, en la vegetación, en bordes de carreteras y debajo de piedras. Se ha encontrado a elevaciones de 5-500 metros.